# 奧托 (波蘭)
奧托 （波蘭語：Otto Bolesławowic，1000年—1033年），皮雅斯特王朝的波蘭統治者（1032年—1033年）。波列斯瓦夫一世（勇敢者）之第三子。
因未從父親處獲得封地，他逃往神聖羅馬帝國。1032年其兄梅什科二世戰敗後，奧托分得部分波蘭領土統治，但不久後去世。

## 家族歷史
奧托是（勇敢者）波列斯瓦夫與盧薩蒂亞的埃姆尼爾達的幼子，其名源自可能擔任其教父的神聖羅馬皇帝奧托三世。1018年，他見證父親在奇查尼與第四任妻子邁森的奧達的婚禮。
1025年父親去世後，根據斯拉夫傳統（諸子均分遺產），奧托本應獲得部分領地。但因波蘭已成為王國，領土不可分割，最終由次子梅什科二世特（同是埃姆尼爾達所生）獨繼王位。奧托的同父異母兄貝斯普里姆（波列斯瓦夫與被廢黜的第二任妻子匈牙利的茱蒂絲之子）亦遭剝奪繼承權。

## 衝突與統治
梅什科二世繼位後，奧托與貝斯普里姆被迫流亡。奧托逃至德意志的邁森，投靠其姊雷格林達。1031年，基輔羅斯與德意志聯軍擊敗梅什科二世，後者流亡波希米亞，貝斯普里姆獨攬大權。此舉引發奧托不滿，轉而支持梅什科二世。1032年上半年，貝斯普里姆遭兄弟合謀殺害。
1032年7月7日，皇帝康拉德二世在梅澤堡將波蘭分予梅什科二世、奧托及其堂弟迪特里克（梅什科一世之孫）。具體劃分方式不明。
奧托於1033年去世，死因可能是自然死亡或遭封臣謀殺。